# Den skamlösa gamla damen
Den skamlösa gamla damen (franska: La Vieille dame indigne) är en fransk dramakomedi från 1965 i regi av René Allio.
Filmen baseras på Bertolt Brechts novell Die unwürdige Greisin.

## Utmärkelser
Filmen vann Syndicat Français de la Critique de Cinéma et des Films de Télévisions pris för bästa film 1966.

## Rollista i urval
- Sylvie - Mme. Berthe Bertini
- Malka Ribowska - Rosalie
- Victor Lanoux - Pierre
- François Maistre - Gaston
- Étienne Bierry - Albert
- Pascale de Boysson - Simone
- Lena Delanne - Victoire
- Jean Bouise - Alphonse
- André Thorentt - Dufour